# División Intermedia (Paraguay)
La División Intermedia, o la APF Intermedia, es el campeonato de segunda división del fútbol paraguayo, organizado por la Asociación Paraguaya de Fútbol. Como Segunda División se disputa desde 1910 y su denominación ha variado a través del tiempo hasta 1997, cuando recibió su actual nombre.
A partir de 1997 esta división pasó a contar no solo con clubes ascendidos provenientes de las divisiones metropolitanas (Primera B) sino también con originarios de las ligas regionales del interior del país. Estos últimos, deben ganar el derecho a ascender siendo campeones de un torneo de la Unión del Fútbol del Interior, sea del torneo clasificatorio disputado entre clubes locales (desde 1998), o del Campeonato Nacional de Interligas. En los años pares, los subcampeones del clasificatorio de la UFI tienen el derecho a jugar por un cupo extra contra los subcampeones de la Primera B.
El primer campeón fue el club Olimpia "B" en 1910, aunque el primer ascendido desde esta categoría a la Primera División fue Sol de América ese mismo año. Hasta 2023 un total de 45 clubes han conquistado el título (21 desde la denominación de Intermedia), siendo el último en incorporarse a la lista el General Caballero de Mallorquín,  en 2021. Presidente Hayes es el que logró más campeonatos, con 8 en total, siendo además el único que actualmente no milita en la Primera División, pero que ha logrado un título oficial de esa misma categoría.
En la temporada 2012 se aumentó el número de equipos a 16 (eran 14 en el 2011). Así, para el 2024, del total de competidores, 5 provienen de Asunción, 4 del Departamento Central (afiliados directamente a la APF) y 7 de ligas del interior del país y originalmente afiliados a la U.F.I.

## Historia
En 1997 se crea la División Intermedia como la nueva Segunda División del fútbol paraguayo. Integrando a clubes del área metropolitana de Asunción que ya participaban en los torneos de ascenso de la Asociación Paraguaya de Fútbol y a clubes del interior del país que estaban afiliados a la ligas regionales de la Unión del Fútbol del Interior. En su primeran edición fueron invitados varios equipos para completar el cupo de 16 clubes.
Fueron invitados a formar parte los equipos de la "Primera de Ascenso" (que pasó a ser la Tercera División) que habían terminado en las posiciones del segundo al séptimo lugar en la temporada 1996. Estos clubes fueron Silvio Pettirossi, River Plate, Rubio Ñu, General Caballero CG, Resistencia, Deportivo Recoleta.
El Deportivo Humaitá ingresó a esta división como el descendido de la temporada 1996 de la Primera División.
Uno de los casos especiales fue el del Atlético Juventud que como campeón de la "Segunda de Ascenso" (que pasó a ser la Cuarta División) fue invitado a formar parte de esta nueva división sin pasar por la "Primera de Ascenso".
De la U.F.I. fueron invitados los clubes 12 de Octubre de Itauguá, Olimpia de Itá, 2 de Mayo de Pedro Juan Caballero, Universal de Encarnación, Sport Coronel Oviedo de Coronel Oviedo, Universidad Católica de Villarrica.
Los otros casos especiales fueron los del Sportivo Iteño de Itá y el 8 de Diciembre de Caacupé, que ya estaban afiliados a la Asociación Paraguaya de Fútbol y participaban de sus torneos de ascenso, pero se desafiliaron de esa entidad para ingresar a la Intermedia como clubes de la U.F.I.
El primer campeón de la Intermedia fue precisamente un club con orígenes en UFI, el 12 de Octubre de Itauguá.
En total, 21 clubes han sido campeones en al menos una ocasión en la historia de la Intermedia,  siendo 3 de Febrero el más ganador con tres títulos.

## Formato
El campeonato se disputó a través de diferentes sistemas y distinto número de equipos a lo largo de su historia. No obstante, en los últimos años se viene utilizando el sistema de todos contra todos, dos ruedas de 15 fechas cada una (ida y vuelta), contabilizando en total 30 fechas en toda la temporada. 

### Ascensos
El campeón y subcampeón de la temporada ganan el derecho de participar en la Primera División de la siguiente temporada. 

### Descensos
Los tres clubes peor posicionados en la tabla de promedios, descenderán a la Primera B (si son equipos de Asunción o de ciudades como máximo a 50 km de la capital) o a la Primera B Nacional (si son equipos de municipios a más de 50 km de la capital del país).
La tabla de promedios fue implementada desde 2012 (en forma similar a la utilizada en la Primera División). Se obtiene mediante la división del puntaje acumulado en los torneos disputados en los últimos tres años, por la cantidad de partidos que haya jugado el equipo en esta misma categoría durante dicho período. Excepcionalmente, en el 2012 solo se consideraron las últimas dos temporadas 
disputadas.

### Límite de edad
Desde la temporada 2019 será implementado la alineación obligatoria de 3 jugadores de la categoría sub-20, en la plantilla inicial del partido de cada club.

## Clubes participantes
Listado de los 16 equipos que disputan este torneo en la temporada 2025.
| Equipo               | Ciudad             | Estadio                    | Capacidad | Fundación                |
| 12 de Junio          | Villa Hayes        | Isidro Roussillón          | 5.000     | 12 de junio de 1936      |
| Deportivo Capiatá    | Capiatá            | Lic. Erico Galeano Segovia | 15.000    | 4 de septiembre de 2008  |
| Deportivo Santaní    | San Estanislao     | Juan José Vázquez          | 10.000    | 27 de febrero de 2009    |
| Encarnación FC       | Encarnación        | Villa Alegre               | 16.000    | 28 de febrero de 2023    |
| Fernando de la Mora  | Asunción           | Emiliano Ghezzi            | 6.000     | 25 de diciembre de 1925  |
| Guaireña FC          | Villarrica         | Parque del Guairá          | 12.000    | 28 de marzo de 2016      |
| Guaraní de Fram      | Fram               | Villa Alegre               | 16.000    | 27 de noviembre de 1947  |
| Independiente F.B.C. | Asunción           | Ricardo Gregor             | 4.000     | 20 de septiembre de 1925 |
| Pastoreo FC          | Juan Manuel Frutos | Bosque Grande              | 5.000     | 14 de junio de 2020      |
| Resistencia          | Asunción           | Tomás Beggan Correa        | 3.500     | 27 de diciembre de 1917  |
| River Plate          | Asunción           | Jardines del Kelito        | 6.500     | 15 de enero de 1911      |
| Rubio Ñu             | Asunción           | La Arboleda                | 8.000     | 24 de agosto de 1913     |
| Sol de América       | Villa Elisa        | Luis Alfonso Giagni        | 11.000    | 22 de marzo de 1909      |
| Sportivo Carapeguá   | Carapeguá          | Municipal de Carapeguá     | 10.000    | 3 de septiembre de 2010  |
| Sportivo San Lorenzo | San Lorenzo        | Gunther Vogel              | 6.200     | 17 de abril de 1930      |
| Tacuary              | Asunción           | Toribio Vargas             | 3.000     | 10 de diciembre de 1923  |
| -------------------- | ------------------ | -------------------------- | --------- | ------------------------ |

## Distribución geográfica de los clubes
La mayoría de los clubes (6) se concentra en la capital del país. En tanto que tres se encuentran a corta distancia en el departamento Central, dos en el departamento de Itapúa. Uno pertenece al departamento de Caaguazú, uno al de Paraguarí, uno al de San Pedro, uno al de Guairá, uno al de Presidente Hayes.
| Distrito capital/Departamento    | Cantidad | Equipos                                                                           |
| -------------------------------- | -------- | --------------------------------------------------------------------------------- |
| Asunción                         | 6        | Fernando de la Mora, Independiente, Resistencia, River Plate, Rubio Ñu y Tacuary. |
| Departamento Central             | 3        | Deportivo Capiatá, San Lorenzo y Sol de América.                                  |
| Departamento de Itapúa           | 2        | Encarnación FC y Guaraní de Fram.                                                 |
| Departamento de Paraguarí        | 1        | Sportivo Carapeguá.                                                               |
| Departamento de Caaguazú         | 1        | Pastoreo FC (Juan Manuel Frutos).                                                 |
| Departamento de San Pedro        | 1        | Deportivo Santaní (San Estanislao).                                               |
| Departamento de Guairá           | 1        | Guaireña FC (Villarrica).                                                         |
| Departamento de Presidente Hayes | 1        | 12 de Junio (Villa Hayes).                                                        |

## Campeonatos

### Campeones por año
| Segunda División            | Segunda División | Segunda División                           | Segunda División | Segunda División                         | Segunda División |
| Edición                     | Temporada        | Campeón                                    | Subcampeón |                                          |                  |
| --------------------------- | ---------------- | ------------------------------------------ | --- | ---------------------------------------- | ---------------- |
| 1.ª                         | 1910             | Club Olimpia B                             | Sol de América |                                          |                  |
| 2.ª                         | 1911             | Presidente Hayes                           | |                                          |                  |
|                             | 1912             | No se jugó                                 | |                                          |                  |
| 3.ª                         | 1913             | No se disputó                              | |                                          |                  |
| 4.ª                         | 1914             | 10 de agosto de San Lorenzo                | |                                          |                  |
| 5.ª                         | 1915             | Marte Atlético de Luque                    | 10 de agosto |                                          |                  |
| 6.ª                         | 1916             | Marte Atlético                             | Asunción F.B.C. |                                          |                  |
| 7.ª                         | 1917             | Villa del Salto                            | CLub Olimpia B |                                          |                  |
| División Intermedia         |                  |                                            | |                                          |                  |
| 8.ª                         | 1918             | Sastre Sport                               | Vencedor (Luque) |                                          |                  |
| 9.ª                         | 1919             | Presidente Hayes                           | |                                          |                  |
| 10.ª                        | 1920             | Club Olimpia B                             | Club Atlético Triunfo |                                          |                  |
| 11.ª                        | 1921             | Sastre Sport                               | |                                          |                  |
|                             | 1922             | No se jugó debido a la guerra civil.       | No se jugó debido a la guerra civil. | No se jugó debido a la guerra civil.     |                  |
| 12.ª                        | 1923             | Deportivo Meilicke                         | |                                          |                  |
| 13.ª                        | 1924             | Sportivo Luqueňo                           | |                                          |                  |
| 14.ª                        | 1925             | Sastre Sport                               | |                                          |                  |
| 15.ª                        | 1926             | Rubio Ňu                                   | |                                          |                  |
| 16.ª                        | 1927             | Atlántida                                  | |                                          |                  |
| 17.ª                        | 1928             | General Caballero                          | |                                          |                  |
| 18.ª                        | 1929             | Atlético Corrales                          | Presidente Hayes También ascendieron: Presidente Alvear y Universo (No hubó descensos porque el torneo se jugó en una sola rueda, siendo suspendido por las eliminatorias para el mundial de Uruguay 1930, luego de unos años (1935) se estableció que el primero de la tabla de ese torneo pasaba a ser campeón (Club Sportivo Olimpia) para no dejar irresoluto ese torneo |                                          |                  |
| 19.ª                        | 1930             | Fernando de la Mora                        | |                                          |                  |
| 20.ª                        | 1931             | Sastre Sport                               | |                                          |                  |
|                             | 1932 a 1936      | No se jugó debido a la Guerra del Chaco.   | No se jugó debido a la Guerra del Chaco. | No se jugó debido a la Guerra del Chaco. |                  |
| 21.ª                        | 1937             | 12 de Octubre VA                           | |                                          |                  |
| 22.ª                        | 1938             | Atlético Sajonia                           | |                                          |                  |
| 23.ª                        | 1939             | 24 de Septiembre                           | |                                          |                  |
| 24.ª                        | 1940             | Sport Colombia                             | |                                          |                  |
| 25.ª                        | 1941             | Rubio Ňu                                   | |                                          |                  |
| 26.ª                        | 1942             | 24 de Septiembre                           | |                                          |                  |
| 27.ª                        | 1943             | 24 de Septiembre                           | |                                          |                  |
| 28.ª                        | 1944             | Sport Colombia                             | |                                          |                  |
| 29.ª                        | 1945             | Sport Colombia                             | |                                          |                  |
| 30.ª                        | 1946             | Deportivo Pinozá                           | |                                          |                  |
|                             | 1947             | No se jugó debido a la Guerra Civil.       | No se jugó debido a la Guerra Civil. | No se jugó debido a la Guerra Civil.     |                  |
| 31.ª                        | 1948             | Asunción F.B.C.                            | |                                          |                  |
| 32.ª                        | 1949             | San Lorenzo                                | |                                          |                  |
| 33.ª                        | 1950             | Sport Colombia                             | |                                          |                  |
| Segunda División            |                  |                                            | |                                          |                  |
| 34.ª                        | 1951             | Atlántida                                  | |                                          |                  |
| 35.ª                        | 1952             | General Genes del barrio Villa Morra       | |                                          |                  |
| 36.ª                        | 1953             | San Lorenzo                                | |                                          |                  |
| 37.ª                        | 1954             | Rubio Ňu                                   | |                                          |                  |
| 38.ª                        | 1955             | General Genes                              | |                                          |                  |
| 39.ª                        | 1956             | Sportivo Luqueňo                           | |                                          |                  |
| 40.ª                        | 1957             | River Plate                                | |                                          |                  |
| 41.ª                        | 1958             | Presidente Hayes                           | General Caballero ZC |                                          |                  |
| 42.ª                        | 1959             | Atlético Tembetary                         | |                                          |                  |
| 43.ª                        | 1960             | San Lorenzo                                | |                                          |                  |
| 44.ª                        | 1961             | Rubio Ñu (promoción)                       | |                                          |                  |
| 45.ª                        | 1962             | General Caballero (promoción)              | |                                          |                  |
| 46.ª                        | 1963             | Rubio Ñú (promoción)                       | |                                          |                  |
| Primera División de Ascenso |                  |                                            | |                                          |                  |
| 47.ª                        | 1964             | Sportivo Luqueňo (promoción)               | General Caballero |                                          |                  |
| 48.ª                        | 1965             | Sol de América                             | |                                          |                  |
| 49.ª                        | 1966             | Resistencia                                | |                                          |                  |
| 50.ª                        | 1967             | Presidente Hayes (promoción)               | |                                          |                  |
| 51.ª                        | 1968             | Sportivo Luqueňo                           | |                                          |                  |
| 52.ª                        | 1969             | Silvio Pettirossi                          | |                                          |                  |
| 53.ª                        | 1970             | General Caballero                          | |                                          |                  |
| 54.ª                        | 1971             | Presidente Hayes                           | |                                          |                  |
| 55.ª                        | 1972             | Rubio Ňu                                   | |                                          |                  |
| 56.ª                        | 1973             | Presidente Hayes (promoción)               | |                                          |                  |
| 57.ª                        | 1974             | Presidente Hayes                           | |                                          |                  |
| 58.ª                        | 1975             | Resistencia                                | |                                          |                  |
| 59.ª                        | 1976             | Atlético Tembetary                         | |                                          |                  |
| 60.ª                        | 1977             | Sol de América                             | |                                          |                  |
| 61.ª                        | 1978             | Capitán Figari                             | |                                          |                  |
| 62.ª                        | 1979             | Nacional                                   | |                                          |                  |
| 63.ª                        | 1980             | Resistencia                                | |                                          |                  |
| 64.ª                        | 1981             | Oriental                                   | |                                          |                  |
| 65.ª                        | 1982             | Atlético Colegiales                        | |                                          |                  |
| 66.ª                        | 1983             | Atlético Tembetary                         | |                                          |                  |
| 67.ª                        | 1984             | San Lorenzo                                | |                                          |                  |
| 68.ª                        | 1985             | Sport Colombia                             | |                                          |                  |
| 69.ª                        | 1986             | General Caballero                          | |                                          |                  |
| 70.ª                        | 1987             | San Lorenzo                                | River Plate |                                          |                  |
| 71.ª                        | 1988             | Atlético Tembetary                         | |                                          |                  |
| 72.ª                        | 1989             | Nacional                                   | |                                          |                  |
| 73.ª                        | 1990             | Cerro Corá                                 | |                                          |                  |
| 74.ª                        | 1991             | Presidente Hayes                           | |                                          |                  |
| 75.ª                        | 1992             | Sport Colombia                             | |                                          |                  |
| 76.ª                        | 1993             | Deportivo Humaitá                          | Sportivo Trinidense |                                          |                  |
| 77.ª                        | 1994             | San Lorenzo                                | |                                          |                  |
| 78.ª                        | 1995             | Atlético Tembetary                         | |                                          |                  |
| 79.ª                        | 1996             | Cerro Corá                                 | |                                          |                  |
| División Intermedia         |                  |                                            | |                                          |                  |
| 80.ª                        | 1997             | 12 de Octubre (I)                          | Olimpia de Itá |                                          |                  |
| 81.ª                        | 1998             | Resistencia                                | Sportivo Iteño |                                          |                  |
| 82.ª                        | 1999             | Universal                                  | Nacional |                                          |                  |
| 83.ª                        | 2000             | Libertad                                   | Sport Colombia |                                          |                  |
| 84.º                        | 2001             | Recoleta                                   | Sport Colombia |                                          |                  |
| 85.ª                        | 2002             | Tacuary                                    | Presidente Hayes |                                          |                  |
| 86.ª                        | 2003             | Nacional                                   | 3 de Febrero CDE |                                          |                  |
| 87.ª                        | 2004             | 3 de Febrero CDE                           | General Caballero ZC |                                          |                  |
| 88.ª                        | 2005             | 2 de Mayo                                  | Fernando de la Mora |                                          |                  |
| 89.ª                        | 2006             | Sol de América                             | Sportivo Trinidense |                                          |                  |
| 90.ª                        | 2007             | Silvio Pettirossi                          | General Díaz |                                          |                  |
| 91.ª                        | 2008             | Rubio Ñu                                   | General Caballero ZC |                                          |                  |
| 92.ª                        | 2009             | Sportivo Trinidense                        | Sport Colombia |                                          |                  |
| 93.ª                        | 2010             | General Caballero ZC                       | Independiente |                                          |                  |
| 94.ª                        | 2011             | Cerro Porteño PF                           | Sportivo Carapeguá |                                          |                  |
| 95.ª                        | 2012             | General Díaz                               | Deportivo Capiatá |                                          |                  |
| 96.ª                        | 2013             | 3 de Febrero CDE                           | 12 de Octubre (I) |                                          |                  |
| 97.ª                        | 2014             | San Lorenzo                                | Deportivo Santaní |                                          |                  |
| 98.ª                        | 2015             | River Plate                                | General Caballero ZC |                                          |                  |
| 99.ª                        | 2016             | Independiente                              | Sportivo Trinidense |                                          |                  |
| 100.ª                       | 2017             | 3 de Febrero CDE                           | Deportivo Santaní |                                          |                  |
| 101.ª                       | 2018             | River Plate                                | San Lorenzo |                                          |                  |
| 102.ª                       | 2019             | Guaireña                                   | 12 de Octubre (I) |                                          |                  |
| 103.ª                       | 2020             | Cancelado debido a la Pandemia de COVID-19 | Cancelado debido a la Pandemia de COVID-19 |                                          |                  |
| 103.ª                       | 2021             | General Caballero JLM                      | Resistencia |                                          |                  |
| 104.ª                       | 2022             | Sportivo Trinidense                        | Sportivo Luqueño |                                          |                  |
| 105.ª                       | 2023             | Sol de América                             | 2 de Mayo |                                          |                  |
| 106.ª                       | 2024             | Deportivo Recoleta                         | Atlético Tembetary |                                          |                  |

1. ↑  Ascendieron todos los campeones, salvo indicación contraria, pues no había ascenso-descenso de 1938 a 1946, en 1954 ni en 1966; además, algunos campeones perdieron la promoción contra el último de Primera División (era obligatoria de 1961 a 1964, en 1967 y en 1973).
2. 1 2  Ascendió en reemplazo del campeón, por ser éste un equipo B o de reserva.
3. ↑  Por la revolución de 1911-1912, sumado a que Libertad y Atlántida se retiraron de la Liga.
4. ↑  Al no haberse disputado el torneo desde 1910 en adelante, año en que Olimpia ascendió al certamen de honor aunque si bien todavía el torneo era amateur. Queriendo darle prestigio ese año se estableció que podían ingresar mas equipos  a esta Torneo Ingreso, puesto que se corría el riesgo de no realizarse debido a la falta de equipos. Se programo un cuadrangular y lo gano el club Cerro Porteño, ganando ese mismo año el primer campeonato denominado Profesional y oficial de la Liga Paraguaya de Fútbol.
5. ↑  Ascendió en reemplazo del campeón que renunció al ascenso, aparentemente para intentar ganar en forma definitiva la Copa Intendencia Municipal.
6. ↑  Era representante del gremio de sastrería, club hoy desaparecido.
7. ↑  Representaba a una curtiembre cuyos dueños eran hermanos con ese apellido, luego cambió su nombre a General Caballero Sport Club.
8. 1 2 3 4 5 6 7 8 9 10 11 12 13 14 15 16 17 18 19 20  Subcampeón que también ascendió
9. ↑  No ascendió, desapareció después de la guerra.
10. 1 2 3 4 5 6 7 8 9 10 11  No ascendió, no había ascenso ese año.
11. 1 2 3 4 5  No ascendió por perder la promoción.
12. ↑  Ganó la promoción al último de 1ª división.
13. 1 2  Subcampeón de división que ascendió por ganar la promoción.
14. 1 2 3 4  Subcampeón de división que no ascendió por perder la promoción.
15. ↑  También ascendieron el 3.°, Tacuary y el 4.°, Ameliano (tras ganar la promoción a Luqueño).

### Campeones por  número de títulos
| Equipos                     | N.º de títulos | Años de campeonato                             |
| --------------------------- | -------------- | ---------------------------------------------- |
| Presidente Hayes            | 8              | 1911, 1919, 1958, 1967, 1971, 1973, 1974, 1991 |
| San Lorenzo                 | 7              | 1949, 1953, 1960, 1984, 1987, 1994, 2014       |
| Rubio Ñu                    | 7              | 1926, 1941, 1954, 1961, 1963, 1972, 2008       |
| General Caballero           | 6              | 1923, 1928, 1962, 1970, 1986, 2010             |
| Sport Colombia              | 6              | 1940, 1944, 1945, 1950, 1985, 1992             |
| Atlético Tembetary          | 5              | 1959, 1976, 1983, 1988, 1995                   |
| Sportivo Luqueño            | 4              | 1924, 1956, 1964, 1968                         |
| Resistencia                 | 4              | 1966, 1975, 1980, 1998                         |
| Sastre                      | 4              | 1918, 1921, 1925, 1931                         |
| River Plate                 | 4              | 1913, 1957, 2015, 2018                         |
| Sol de América              | 4              | 1965, 1977, 2006, 2023                         |
| 24 de Setiembre             | 3              | 1939, 1942, 1943                               |
| Nacional                    | 3              | 1979, 1989, 2003                               |
| 3 de Febrero                | 3              | 2004, 2013, 2017                               |
| Atlántida                   | 2              | 1927, 1951                                     |
| Cerro Corá                  | 2              | 1990, 1996                                     |
| General Genes               | 2              | 1952, 1955                                     |
| Marte Atlético              | 2              | 1915, 1916                                     |
| Silvio Pettirossi           | 2              | 1969, 2007                                     |
| Sportivo Trinidense         | 2              | 2009, 2022                                     |
| Recoleta                    | 2              | 2001, 2024                                     |
| General Díaz                | 1              | 2012                                           |
| Cerro Porteño (PF)          | 1              | 2011                                           |
| 2 de Mayo                   | 1              | 2005                                           |
| Tacuary                     | 1              | 2002                                           |
| Independiente               | 1              | 2016                                           |
| Libertad                    | 1              | 2000                                           |
| Universal                   | 1              | 1999                                           |
| 12 de Octubre de Itauguá    | 1              | 1997                                           |
| Deportivo Humaitá           | 1              | 1993                                           |
| Atlético Colegiales         | 1              | 1982                                           |
| Oriental                    | 1              | 1981                                           |
| Capitán Figari              | 1              | 1978                                           |
| Asunción F.B.C.             | 1              | 1948                                           |
| Deportivo Pinozá            | 1              | 1946                                           |
| Atlético Sajonia            | 1              | 1938                                           |
| 12 de Octubre (Asunción)    | 1              | 1937                                           |
| Fernando de la Mora         | 1              | 1930                                           |
| Atlético Corrales           | 1              | 1929                                           |
| Cerro Porteño (B)           | 1              | 1920                                           |
| Villa del Salto             | 1              | 1917                                           |
| 10 de Agosto de San Lorenzo | 1              | 1914                                           |
| Nacional (B)                | 1              | 1910                                           |
| Guaireña                    | 1              | 2019                                           |
| General Caballero JLM       | 1              | 2021                                           |

1. 1 2 3 4 5  También posee títulos en Primera División
2. ↑  Campeón en 1932 según algunos registros, en un torneo disputado antes del inicio de la Guerra del Chaco.
3. 1 2  Ha ganado uno de los torneos oficiales de la Primera División, aunque no el campeonato regular.
4. ↑  Campeón del Torneo Apertura 2002 de la Primera División, y subcampeón de ese año.

## Procedencia de los clubes participantes
Solo se considera el período 1997 en adelante, o sea desde la inclusión de equipos del interior del país en segunda división mediante la creación de la Intermedia.
| Departamento                     | Cant. | Clubes y ciudad o barrio |
| -------------------------------- | ----- | --- |
| Distrito Capital                 | 19    | River Plate (B° Mburicaó), Fernando de la Mora (Bº Palomar), Resistencia y Oriental (Bº Ricardo Brugada), Libertad (B° Tuyucuá), Deportivo Recoleta (B° Recoleta), Nacional (B° Obrero), Silvio Pettirossi (B° Republicano), Rubio Ñú y Trinidense (B° Santísima Trinidad), Tacuary y General Caballero (B° Zeballos Cué), Independiente CG y Cerro Corá (Bº Salvador del Mundo), Sportivo Ameliano (Bº Jara), 12 de Octubre (Bº Santo Domingo), Juventud (Bº Loma Pytá) Presidente Hayes (Bº Tacumbú) y Atlético Tembetary (B° Tembetary) |
| Departamento Central             | 19    | 12 de Octubre FC, General Díaz, 24 de Setiembre VP de Areguá, Sportivo Iteño, General Caballero CG, 29 de Setiembre de Luque, Colegiales, Deportivo Humaitá, Cristóbal Colón y Fulgencio Yegros de Ñemby, Martín Ledesma, Deportivo Capiatá, Sol de América, Olimpia de Itá, Sport Colombia, Barrio Guaraní, Ita Ybaté de Villeta, Sportivo San Lorenzo y Sportivo Luqueño |
| Departamento de Alto Paraná      | 6     | Atlético 3 de Febrero, Paranaense FC, R.I. 3 Corrales, Atlético Ciudad Nueva, General Caballero JLM, Cerro Porteño de Franco |
| Departamento de Itapúa           | 6     | 22 de Septiembre FBC, Petirossi, Guaraní de Trinidad, Universal, Encarnación FC, Guaraní de Fram |
| Departamento de Caaguazú         | 4     | Sport Coronel Oviedo, Ovetense, Deportivo Caaguazú y Pastoreo FC |
| Departamento de San Pedro        | 3     | Deportivo Santaní, Deportivo Liberación y Chore Central |
| Departamento de Cordillera       | 3     | Caacupé FC, Atyrá FC y 8 de Diciembre |
| Departamento de Presidente Hayes | 2     | Benjamín Aceval y 12 de Junio |
| Departamento de Guairá           | 2     | Guaireña FC y Universidad Católica |
| Departamento de Amambay          | 1     | Sportivo 2 de Mayo |
| Departamento de Paraguarí        | 1     | Sportivo Carapeguá |
| Departamento de Misiones         | 1     | Sportivo Obrero |

1. ↑  La capital no es un Departamento, pero tampoco forma parte de alguno, por esto se indican los barrios respectivos de los clubes asuncenos; en los demás casos se indica la ciudad de origen.
2. ↑  Entre 1910 y 1996 todos los contendientes fueron asuncenos, salvo los procedentes de ciudades vecinas del Departamento Central (que fueron admitidos en la división, o en otras inferiores y luego ascendidos a esta), de entre los cuales fueron campeones: Sportivo San Lorenzo, Sportivo Luqueño y General Díaz de Luque, Capitán Figari y Atlético Colegiales de Lambaré, Sport Colombia de Fernando de la Mora, y Deportivo Humaitá de Mariano Roque Alonso.

## Títulos por equipo era Torneo Intermedia (1997-presente)
| Equipo                | Ciudad                          | Campeonatos | Subcampeonatos | Años campeón     | Años subcampeón  |
| --------------------- | ------------------------------- | ----------- | -------------- | ---------------- | ---------------- |
| 3 de Febrero          | Ciudad del Este, Alto Paraná    | 3           | 1              | 2004, 2013, 2017 | 2003             |
| Sportivo Trinidense   | Asunción                        | 2           | 2              | 2009, 2022       | 2006, 2016       |
| River Plate           | Asunción                        | 2           | 0              | 2015, 2018       |                  |
| Sol de América        | Villa Elisa, Central            | 2           | 0              | 2006, 2023       |                  |
| Recoleta              | Asunción                        | 2           | 0              | 2001, 2024       |                  |
| Gral. Caballero ZC    | Asunción                        | 1           | 3              | 2010             | 2004, 2008, 2015 |
| 12 de Octubre         | Itauguá, Central                | 1           | 2              | 1997             | 2013, 2019       |
| Resistencia           | Asunción                        | 1           | 1              | 1998             | 2021             |
| Nacional              | Asunción                        | 1           | 1              | 2003             | 1999             |
| 2 de Mayo             | Pedro Juan Caballero, Amambay   | 1           | 1              | 2005             | 2023             |
| Gral. Díaz            | Luque, Central                  | 1           | 1              | 2012             | 2007             |
| San Lorenzo           | San Lorenzo, Central            | 1           | 1              | 2014             | 2018             |
| Independiente CG      | Asunción                        | 1           | 1              | 2016             | 2010             |
| Universal             | Encarnación, Itapúa             | 1           | 0              | 1999             |                  |
| Libertad              | Asunción                        | 1           | 0              | 2000             |                  |
| Tacuary               | Asunción                        | 1           | 0              | 2002             |                  |
| Silvio Pettirossi     | Asunción                        | 1           | 0              | 2007             |                  |
| Rubio Ñu              | Asunción                        | 1           | 0              | 2008             |                  |
| Cerro Porteño PF      | Presidente Franco, Alto Paraná  | 1           | 0              | 2011             |                  |
| Guaireña              | Villarrica, Guairá              | 1           | 0              | 2019             |                  |
| General Caballero JLM | Juan L. Mallorquín, Alto Paraná | 1           | 0              | 2021             |                  |
| Sport Colombia        | Fernando de la Mora, Central    | 0           | 3              |                  | 2000, 2001, 2009 |
| Deportivo Santaní     | Santaní, San Pedro              | 0           | 2              |                  | 2014, 2017       |
| Olimpia de Itá        | Itá, Central                    | 0           | 1              |                  | 1997             |
| Sportivo Iteño        | Itá, Central                    | 0           | 1              |                  | 1998             |
| Presidente Hayes      | Asunción                        | 0           | 1              |                  | 2002             |
| Fernando de la Mora   | Asunción                        | 0           | 1              |                  | 2005             |
| Sportivo Carapeguá    | Carapeguá, Paraguarí            | 0           | 1              |                  | 2011             |
| Deportivo Capiatá     | Capiatá, Central                | 0           | 1              |                  | 2012             |
| Sportivo Luqueño      | Luque, Central                  | 0           | 1              |                  | 2022             |
| Atlético Tembetary    | Villa Elisa, Central            | 0           | 1              |                  | 2024             |

## Cobertura televisiva
La operadora de TV por Cable denominado Tigo Star Paraguay y la operadora de TV Satelital denominado DirecTV tienen los derechos exclusivos y los partidos son emitidos en vivo por TV Paga tanto en Tigo Sports y Tigo Max como en Tigo Sports + y DirecTV Sports PPV. Ocasionalmente estos partidos son emitidos también en vivo por El Canal de Eventos (Canales 41, 110 y 710 (HD)). En años anteriores esta categoría semiprofesional se veía en vivo por Telefuturo, Canal 13 y Red Guaraní para todo el país, mientras que estos partidos se emitían en directo por Multicanal (a través de Unicanal y Multideporte), VCC (a través de Canal 8 TV y Gala Sport), Cablevisión (a través del Canal 52), CMM (a través del Canal 20), Telecentro (a través del Canal 61), Mi Cable (a través del Canal 68), CVC (a través del Canal 30), TVD (a través del Canal 31), PCC (a través del Canal 33), Supercanal (a través del Canal 45) y Frontera Multicanal de Televisión (a través del Canal 60) para toda la República del Paraguay.